# مهرجان كييف الموسيقي
مهرجان كييف الموسيقي (بالأوكرانية: Київ Музик Фест)‏ هو مهرجان موسيقي دولي يُقام سنوياً في كييف، أوكرانيا. يقدم المهرجان لمحة عن الموسيقى الكلاسيكية الأوكرانية الحديثة التي تهدف إلى دعم الموسيقيين الأوكرانيين في سياق الفن العالمي. شارك في تأسيس المهرجان وزارة الثقافة الأوكرانية والاتحاد الوطني للملحنين في أوكرانيا.
يُقام المهرجان سنوياً في أواخر أيلول/سبتمبر إلى أوائل تشرين الأول/أكتوبر، ويتألف برنامج المهرجان من أعمال الملحنين الأوكرانيين والأجانب المعاصرين، كما يؤدي هناك أيضًا فنانين منفردون وفرق موسيقية.

## الموقع
هناك عدة أماكن رئيسية للمهرجان، وهم: مهرجان الأوبرا الوطني الأوكراني، والمعهد الوطني للموسيقى الأوكرانية، وقاعة الأورغن والحجرة الموسيقية الوطنية (كاتدرائية القديس نيكولاس)، ودار علماء أوكرانيا الوطنية، ودار كييف للأكاديمية الوطنية للعلوم في أوكرانيا.

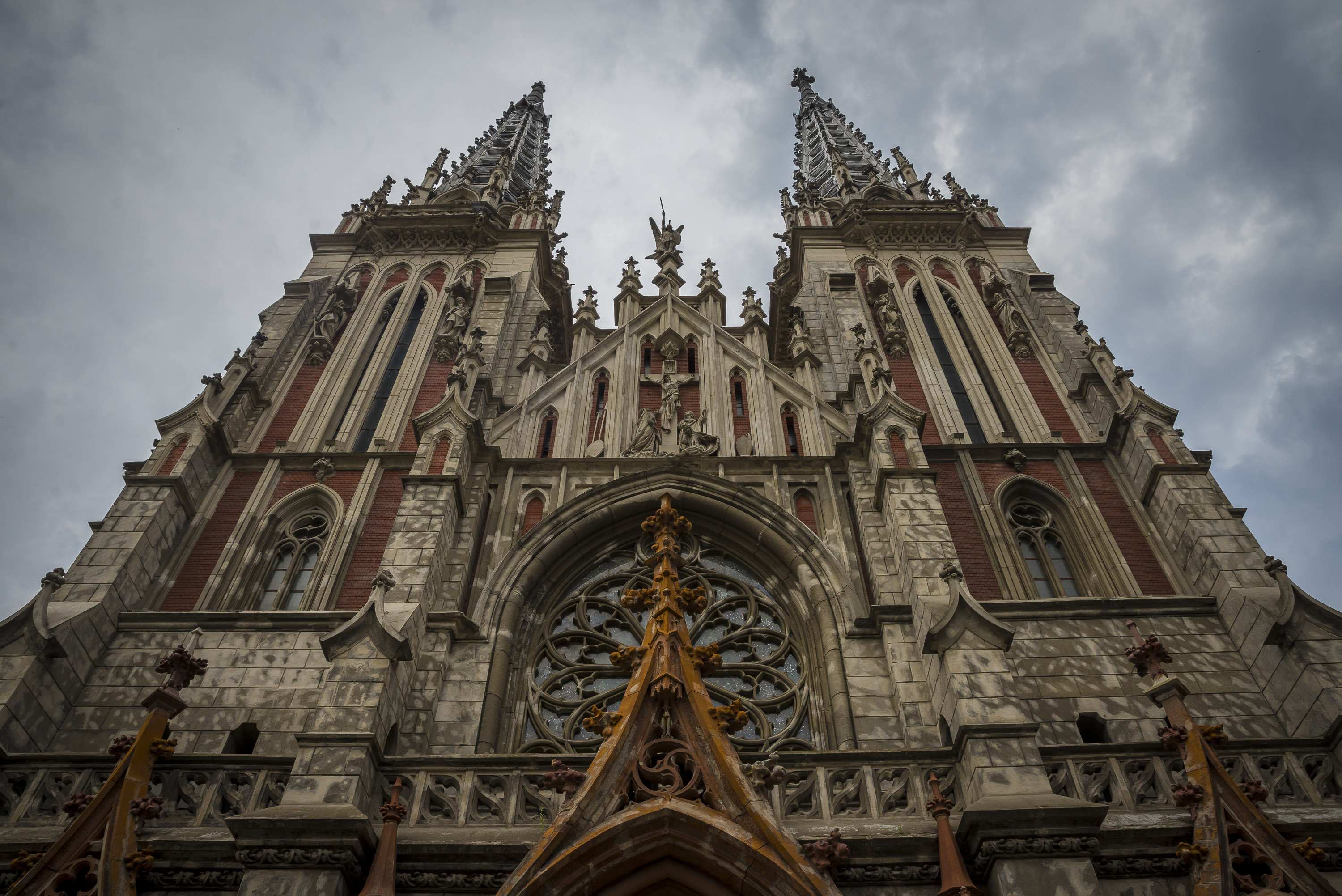
كما تُقام الحفلات الموسيقية السيمفونية لمهرجان كييف الموسيقي في قاعة الأورغن الوطنية والحجرة الموسيقية الوطنية في أوكرانيا الموجودة في كاتدرائية القديس نيكولاس.

## التاريخ
أُقيم المهرجان في عام 1990. كان صاحب فكرة المهرجان الملحن الأوكراني البارز إيفان كارابيتس، كان هو المدير الموسيقي للمهرجان في الفترة من 1990 إلى 2001، وتلاه ميروسلاف سكوري الذي شغل منصب مدير الموسيقى من 2002 إلى 2005 ومرة أخرى من 2013 إلى 2019، وإيفان هيفنلي من 2006 إلى 2011، وإينور شيرباكوف منذ 2020.

### برامج المهرجان
- 1. المهرجان الدولي — مهرجان كييف للموسيقى 90' (6–13 أكتوبر 1990) — البرنامج.
- 2. المهرجان الدولي — مهرجان كييف للموسيقى 91' (5–12 أكتوبر 1991) — البرنامج.
- 3. المهرجان الدولي — مهرجان كييف للموسيقى 92' (3–10 أكتوبر 1992) — البرنامج.
- 4. المهرجان الدولي — مهرجان كييف للموسيقى 93' (2–9 أكتوبر 1993) — البرنامج.
- 5. المهرجان الدولي — مهرجان كييف للموسيقى 94' (1–8 أكتوبر 1994) — البرنامج.
- 6. المهرجان الدولي — مهرجان كييف للموسيقى 95' (30 سبتمبر — 7 أكتوبر 1995) — البرنامج.
- 7. المهرجان الدولي — مهرجان كييف للموسيقى 96' (27 سبتمبر — 5 أكتوبر 1996) — البرنامج.
- 8. المهرجان الدولي — مهرجان كييف للموسيقى 97' (27 سبتمبر — 4 أكتوبر 1997) — البرنامج.
- 9. المهرجان الدولي — مهرجان كييف للموسيقى 98' (27 سبتمبر — 3 أكتوبر 1998) — البرنامج.
- 10. المهرجان الدولي — مهرجان كييف للموسيقى 99' (25 سبتمبر — 2 أكتوبر 1999) — البرنامج.
- 11. المهرجان الدولي — مهرجان كييف للموسيقى 2000 (23–30 سبتمبر 2000) — البرنامج.
- 12. المهرجان الدولي — مهرجان كييف للموسيقى 2001 (22 سبتمبر — 1 أكتوبر 2001) — البرنامج.
- 13. المهرجان الدولي — مهرجان كييف للموسيقى 2002 (21–29 سبتمبر 2002) — البرنامج.
- 14. المهرجان الدولي — مهرجان كييف للموسيقى 2003 (27 سبتمبر — 4 أكتوبر 2003) — البرنامج.
- 15. المهرجان الدولي — مهرجان كييف للموسيقى 2004.
- 16. المهرجان الدولي — مهرجان كييف للموسيقى 2005 (24 سبتمبر — 2 أكتوبر 2005)
- 17. المهرجان الدولي — مهرجان كييف للموسيقى 2006 — البرنامج.
- 18. المهرجان الدولي — مهرجان كييف للموسيقى 2007 (28 سبتمبر — 7 أكتوبر 2007) — البرنامج.
- 19. المهرجان الدولي — مهرجان كييف للموسيقى 2008 (27 سبتمبر — 5 أكتوبر 2008) — البرنامج.
- 20. المهرجان الدولي — مهرجان كييف للموسيقى 2009 (25 سبتمبر — 4 أكتوبر 2009) — البرنامج.
- 21. المهرجان الدولي — مهرجان كييف للموسيقى 2010 (25 سبتمبر — 3 أكتوبر 2010) — البرنامج.
- 22. المهرجان الدولي — مهرجان كييف للموسيقى 2011 (24 سبتمبر — 2 أكتوبر 2011) — البرنامج.
- 23. المهرجان الدولي — مهرجان كييف للموسيقى 2012 (27 سبتمبر — 8 أكتوبر 2012) — البرنامج.
- 24. المهرجان الدولي — مهرجان كييف للموسيقى 2013 (26 سبتمبر — 6 أكتوبر 2013) — البرنامج.
- 25. المهرجان الدولي — مهرجان كييف للموسيقى 2014 (24 سبتمبر — 5 أكتوبر 2014) — البرنامج.
- 26. المهرجان الدولي — مهرجان كييف للموسيقى 2015 (26 سبتمبر — 4 أكتوبر 2015) — البرنامج.
- 27. المهرجان الدولي — مهرجان كييف للموسيقى 2016 (1 أكتوبر — 9 أكتوبر 2016) — البرنامج.
- 28. المهرجان الدولي — مهرجان كييف للموسيقى 2017 (30 سبتمبر — 8 أكتوبر 2017) البرنامج.
- 29. المهرجان الدولي — مهرجان كييف للموسيقى 2018 (29 سبتمبر — 8 أكتوبر 2018) البرنامج،البرنامج.
- 30. المهرجان الدولي — مهرجان كييف للموسيقى 2019 (27 سبتمبر — 7 أكتوبر 2019) البرنامج، البرنامج.
- 31. المهرجان الدولي — مهرجان كييف للموسيقى 2020 (26 سبتمبر — 4 أكتوبر 2020) البرنامج.